# Concattedrale della Santa Croce (Križevci)
La concattedrale della Santa Croce (in croato: Konkatedrala sv. Križa) si trova a Križevci, in Croazia, ed è la concattedrale della diocesi di Bjelovar-Križevci.

## Storia
La chiesa è nominata in fonti scritte già nel 1232. La chiesa è stata ricostruita nel corso dei secoli. Delle prime fasi rimane il portale del XIV secolo e l'attuale aspetto in stile gotico del XV secolo. Sono ravvisabili elementi tardo gotici, rinascimentali, come nel campanile e nella facciata del XVI secolo, e barocchi, nella navata. La chiesa è stata completamente restaurata nel 1913 secondo il progetto dell'architetto Stephen Podhorski.
Il 5 dicembre 2009, con l'erezione della diocesi di Bjelovar-Križevci, la chiesa è stata elevata a concattedrale in virtù della bolla De maiore spirituali bono di papa Benedetto XVI.